# Formicosepsis metatarsata
Formicosepsis metatarsata är en tvåvingeart som först beskrevs av Meijere 1924.  Formicosepsis metatarsata ingår i släktet Formicosepsis och familjen Cypselosomatidae. Inga underarter finns listade i Catalogue of Life.